# Whitmore, Staffordshire
Whitmore är en civil parish i Storbritannien.   Den ligger i grevskapet Staffordshire och riksdelen England, i den södra delen av landet, 220 km nordväst om huvudstaden London. Antalet invånare är 1 520. Arean är 20,6 kvadratkilometer.
Terrängen i Whitmore är platt.